# Черкассы Арена
«Черкассы Арена» (укр. Черкаси Арена) — футбольный стадион в городе Черкассы. Стадион является домашней ареной для команд «Днепр» (Черкассы) и «ЛНЗ». Также на этом стадионе играл клуб «Черкащина», который прекратил существование в 2021 году. Стадион находится по адресу ул. Смелянская, 78.
Стадион построен в 1957 году, до этого в городе существовало десять стадионов с футбольными полями. Первый матч на стадионе состоялся 9 ноября 1957 года в товарищеском поединке между черкасским «Колхозником» и киевским «Динамо» (1:3).
Территория стадиона составляет 8,7 гектаров, имеет футбольное поле с беговыми дорожками, секторами для прыжков и метаний. Стадион вмещает 10 340 зрителей. На стадионе проводятся различные спортивные мероприятия Черкасс.